# ベニーシャ (カリフォルニア州)
ベニーシャ（Benicia）は、アメリカ合衆国カリフォルニア州のソラノ郡にある都市。人口は2万7131人（2020年）。サンフランシスコ・ベイエリアに位置している。

## 地理
ソラノ郡の最大都市ヴァレーホの東側に位置している。カーキネス海峡の北岸に面しており、対岸はコントラコスタ郡の郡庁所在地マーティネズである。

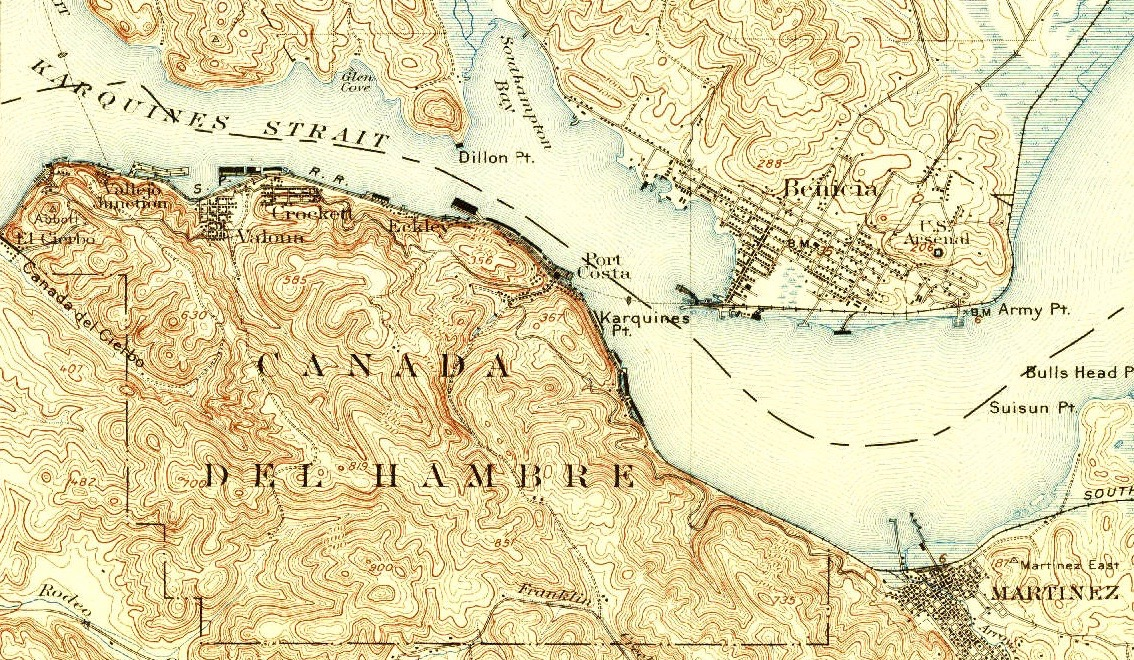
カーキネス海峡の古地図（1898年）

## 歴史
ベニーシャの歴史は古く1850年にサンフランシスコより数週間早く法人化した。発足したばかりのソラノ郡の郡庁とカリフォルニア州議会が置かれ、政治の中心地になった。ただし、数年後には郡庁はフェアフィールドへ、州議会はサクラメントへと移転した。
このようにベニーシャが早くから発展したのは、地理的な要因による。当時は水運が交通網の主役であり、カーキネス海峡はカリフォルニアの海岸部と内陸部を結ぶ重要な交通路だった。この点でベニーシャは戦略的な場所に位置していた。
しかし、鉄道の整備が進み水運が衰退するとベニーシャの優位性は失われた。ベニーシャは「一地方都市」となり市の経済活動は長い停滞期に入った。
1962年にベニーシャ・マーティネズ橋が完成し、車でサンフランシスコやオークランドに通勤できるようになった。ベニーシャはベッドタウンとして注目されるようになった。海峡が見える住宅は人気があり高値で取り引きされた。2020年アメリカ合衆国国勢調査によれば、市内の平均住宅価格は1億円近い水準にあり富裕層の住民が増えている。

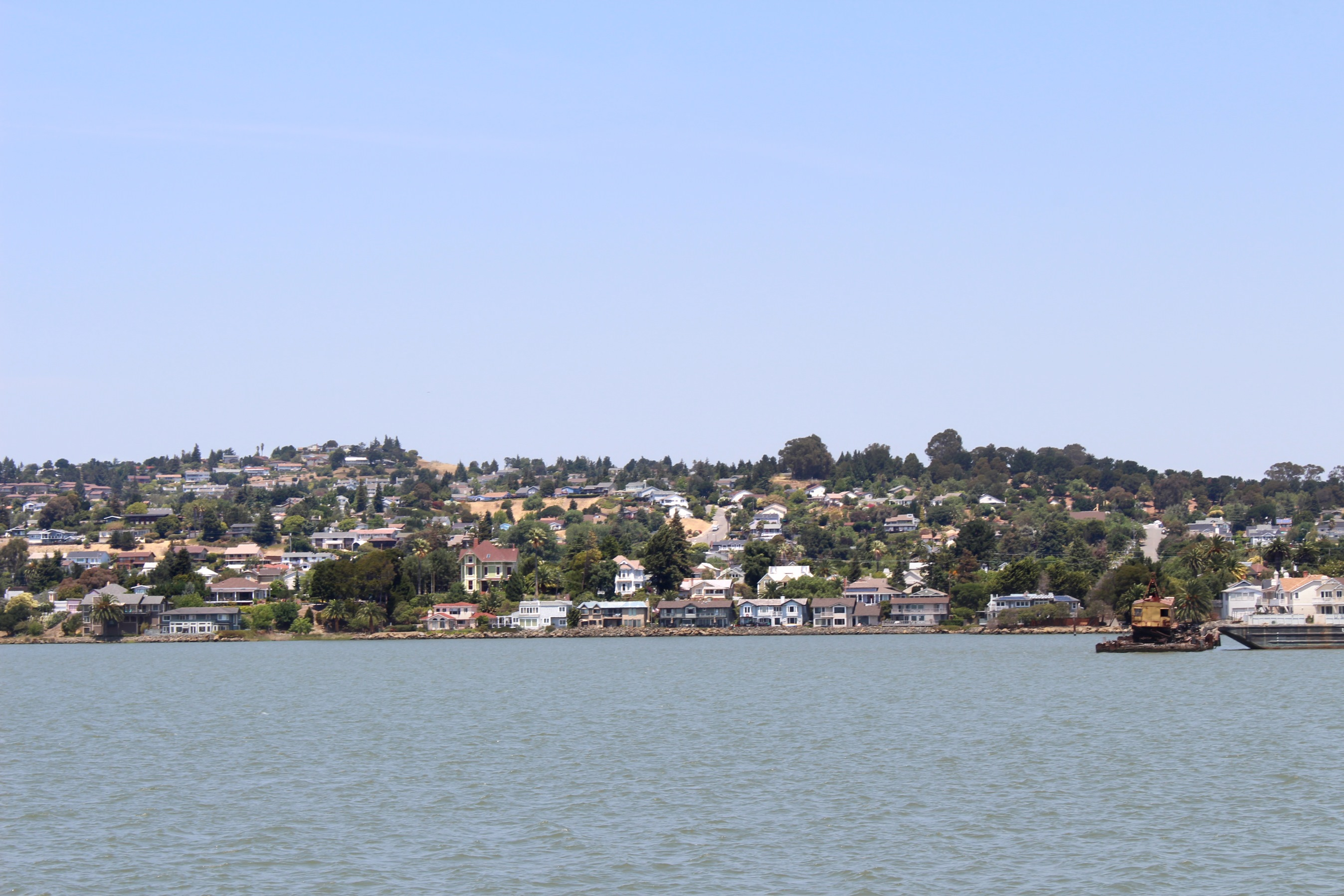
ベニーシャの住宅地